# Bulbul verdâtre
Eurillas virens
Espèce
Statut de conservation UICN

 LC  : Préoccupation mineure
Synonymes
- Andropadus virens

Le Bulbul verdâtre (Eurillas virens) est une espèce de passereaux de la famille des Pycnonotidae.

## Répartition
Cet oiseau vit en Angola, au Bénin, au Burundi, au Cameroun, en République centrafricaine, en République du Congo, en République démocratique du Congo, en Côte d'Ivoire, au Gabon, en Gambie, au Ghana, en Guinée, en Guinée-Bissau, en Guinée équatoriale, au Kenya, au Libéria, au Malawi, au Mali, au Mozambique, au Nigeria, en Ouganda, au Rwanda, au Sénégal, au Sierra Leone, au Soudan, en Tanzanie, au Tchad, au Togo et en Zambie.

## Habitat
Son habitat naturel englobe les forêts subtropicales ou tropicales en plaine et les savanes humides.

## Nomenclature et systématique
À l'origine, le Bulbul verdâtre fût décrit dans le genre Andropadus, mais a été depuis reclassifié dans le genre Eurillas en 2010. Toutefois, certains scientifiques le classent dans le genre Pycnonotus.
D'après la classification de référence (version 5.2, 2015) du Congrès ornithologique international, cette espèce est constituée des cinq sous-espèces suivantes (ordre phylogénique) :
- Eurillas virens amadoni (Dickerman, 1997) ;
- Eurillas virens erythroptera (Hartlaub, 1858) ;
- Eurillas virens virens (Cassin, 1857) ;
- Eurillas virens zanzibarica' Pakenham, 1935 ;
- Eurillas virens zombensis (Shelley, 1894).

D'après la classification de Clements (6e édition révisée 2008), il existe une autre sous-espèce, Andropadus virens hallae, présente en République du Congo. Elle était autrefois considérée comme une espèce à part entière Andropadus hallae Prigogine, 1972.